# Bir Ben Laabed
Bir Ben Laabed è un comune dell'Algeria, situato nella provincia di Médéa.